# Blinman
Blinman är en ort i Australien. Den ligger i delstaten South Australia, omkring 420 kilometer norr om delstatshuvudstaden Adelaide. Antalet invånare är 152.
Trakten runt Blinman är nära nog obefolkad, med mindre än två invånare per kvadratkilometer.. Det finns inga andra samhällen i närheten. 
Omgivningarna runt Blinman är i huvudsak ett öppet busklandskap. Genomsnittlig årsnederbörd är 327 millimeter. Den regnigaste månaden är februari, med i genomsnitt 86 mm nederbörd, och den torraste är oktober, med 5 mm nederbörd.